# Heidesheim am Rhein
Heidesheim am Rhein é um município da Alemanha localizado no distrito de Mainz-Bingen, estado da Renânia-Palatinado. É membro e sede do Verbandsgemeinde de Heidesheim am Rhein.